# Abbazia di Santa Maria del Mito
L'abbazia di Santa Maria del Mito, nota anche con la desinenza de Amito, è un complesso abbaziale situato nel comune di Tricase, in provincia di Lecce. Posta fra le bellezze storico-artistiche più antiche di Tricase, è stata fondata tra l'VIII secolo e il IX secolo e, decaduta nei secoli, è ridotta oggi in stato di rudere.

## Storia
Non è nota la data esatta in cui l'abbazia di Santa Maria del Mito viene fondata, ma si sa che, tra l'VIII secolo e il IX secolo, sorgono nella zona numerose abbazie, cenobi, chiese e cappelle rurali, per la maggior parte fondate dai basiliani. La fondazione dell'abbazia di Tricase, dunque, può essere verosimilmente attribuita a questo periodo e alla mano di questa comunità. Nel tempo, l'abbazia si evolve in un notevole centro di cultura e diventa una masseria totalmente autosufficiente, situata tra il feudo di Tricase e quello di Andrano.
Nel Seicento la situazione del complesso è giù misera a causa delle scorrerie dei pirati e delle continue spartizioni e invasioni di terreni fra i feudi circostanti. Nei secoli successivi la situazione degrada sempre più, fino al completo abbandono della struttura.

## Architettura
Dell'abbazia di Santa Maria del Mito resta molto poco, nell'ordine di ruderi e lacerti di murature. Meglio conservata è la colombaia, una torre per l'allevamento di colombi, situata a poca distanza dall'abbazia e ancora oggi in aperta campagna. La torre è alta quasi sette metri e misura quindici metri di perimetro. All'interno si snodano sei scale che arrivano fino in cima e che servivano per ispezionare tutta la superficie interna della torre.